# Оленья (авиабаза)
«Оле́нья» — аэродром Дальней авиации (с 2011 года), ранее — авиации Военно-морского флота. Расположен на Кольском полуострове в 92 км к югу от Мурманска, недалеко от города Оленегорска. Посёлок при базе, известный под названием Высокий, административно подчинён городу Оленегорску.
На авиабазе Оленья дислоцированы дальние бомбардировщики Ту-22М3.
Длина взлётно-посадочной полосы (ВПП) — 3500 м, покрытие железобетонное.

## История
Аэродром построен в середине 1950-х годов на западном пологом склоне сопки на высоте порядка 200 метров. Торцы взлётно-посадочной полосы упирались в вершины, которые при строительстве срыли — ВПП имеет форму «седла», с прогибом вниз, в центре составляющим 12 метров. Также первоначально полоса отличалась полным отсутствием концевых и боковых полос безопасности, а грунт между бетонным покрытием аэродрома был покрыт валунами, что могло привести к серьезным повреждениям самолета, в случае его схода с бетона. Окружающая местность горная, высота круга полётов Нкр=700 метров.
В 1957 году сюда прибыла вновь сформированная 34-я отдельная тяжелобомбардировочная авиационная эскадрилья специального назначения и разведки погоды, задачи которой состояли в практическом исследовании особенностей полётов в высоких широтах, эксплуатации техники в условиях севера и изучении других специфических моментов по практическому применению ядерного оружия. В состав экипажей включались военные метеорологи. Эскадрилья была сформирована в 326-й тяжелобомбардировочной дивизии ДА (аэр. Сольцы). В составе эскадрильи было 10 самолётов Ту-16 и один «развозной» вертолёт Ми-4.
Начиная с сентября 1957 года и до конца 1962 года на аэродроме Оленья стала периодически размещаться и проводить с него воздушные ядерные испытания на полигоне архипелага на Новой Земле так называемая спецгруппа 71-го полигона ВВС (аэр. Багерово), а также задействовались другие авиационные подразделения. Доставка спецгрузов и пассажирские перевозки из Москвы были возложены на л/с транспортной АЭ ВМФ с подмосковного аэродрома Остафьево (277-я ОТАЭ, затем 327-й отдельный транспортный краснознамённый авиационный полк ВМФ). Местная 34-я эскадрилья при этом привлекалась на разведку погоды по маршруту полёта и на полигоне, на сопровождение носителей, для фотоконтроля подрывов и замера уровней радиации.
С аэродрома Оленья 30 октября 1961 года взлетел самолёт Ту-95В, нёсший термоядерную бомбу мощностью 57 мегатонн (т. н. «Царь-бомба» — официально «изделие 602») для испытаний на Новой Земле.
22 августа 1962 года экипаж командира 924-го ГМРАП подполковника Курпякова В. Ф., взлетев с аэродрома Оленья, выполнил реальный пуск крылатой ракеты К-10С с ядерной БЧ по цели на Новой Земле — это был первый и последний случай применения ракетно-ядерного оружия в истории отечественной МРА.
В 1962 на полигоне Новая Земля проводились лётно-тактические учения двух тяжелобомбардировочных полков ДА с фактическим подрывом специзделий 15 и 16 сентября. В учениях задействовались по 24 экипажа бомбардировщиков Ту-16 и три летающие лаборатории от 71-го полигона ВВС. Авиагруппа базировалась на аэр. Оленья. Бомбометание выполнялось по мишени Д-2 с высоты 11300 метров, с воздушным подрывом изделий на высоте 2200 метров. Данные учения полностью подтвердили возможность безопасного применения (для экипажей) штатных боеприпасов с серийных самолётов.
Аэродром в 1963 году посещали Н. С. Хрущёв и Фидель Кастро, а также множество специалистов по ядерному оружию — по воспоминаниям ветеранов эскадрильи, число командировочных в тогда весьма небольшом гарнизоне иногда доходило до 500 человек. В этом же, 1963 году вступил в силу Договор о запрещении испытаний ядерного оружия в атмосфере, космическом пространстве и под водой, поставивший точку в истории воздушных испытаний над Новой Землёй.
В 1962—1965 годах пассажирскими лайнерами Ту-114 осуществлялись полёты на Кубу, в которых вместо ставших невозможными по политическим причинам промежуточных посадок на дозаправку в Африке использовался аэродром Оленья.
В 1965 году 34-я эскадрилья СН и РП была расформирована, а аэродром передан авиации ВМФ. В этом же году на аэродром Оленья с аэродрома Североморск-1 перелетел на постоянную дислокацию 924-й гвардейский Морской ракетоносный авиационный полк 5-й МРАД СФ. На вооружении полка были самолёты Ту-16 различных модификаций.
В 1973 году управление 5-й Киркинесской Краснознамённой морской ракетоносной авиационной дивизии переехало с Североморска-1 в гарнизон Высокий (аэр. Оленья). Вместе с управлением перелетел авиационный транспортный отряд, на вооружении которого, в том числе были два самолёта Ту-104 (пассажирский и штурманский).
Летом 1978 года на аэродроме Оленья выполняется ремонт полосы, полк временно перелетел на аэр. Умбозеро.
В 1979 году Ту-104Ш отряда управления дивизии был передан в Николаев, в 33-й ЦБП и ПЛС.
В 1988 году 924-й полк ракетоносцев начал переучивание с Ту-16 на Ту-22М3 (минуя Ту-22М2). Полк получал новые самолёты прямо с Казанского завода. В штате числилось 32 Ту-22М3 и 5 Ту-16.
В 1990 году на аэродром Оленья перелетел переданный в авиацию ВМФ (по договору о сокращении обычных вооружений в Европе) 88-й отдельный морской авиационный полк истребителей-бомбардировщиков (88-й ОМАПИБ), вооружённый самолётами МиГ-27 и МиГ-23.
В 1994 году 88-й полк переучился на Су-25 (а 27-е МиГи, по уверениям старожилов, были просто брошены и растащены), полученные из 279-го КИАП (бывш. 279-го ОКШАП), а уже через год полк был расформирован (Основание — директива ГШ МО РФ № 0095 от 7.02.1995 г)… через некоторое время в руководство ВВС СФ пришла директива о перебазировании 1-й АЭ уже несуществующего 88-го ОМШАП на аэр. Моздок…
1 сентября 2002 года управление 5-й МРАД и 574-го МРАП расформировано (Директива ГШ ВМФ № 730/1/091). Это была последняя морская ракетоносная дивизия ВМФ в стране. 25 самолётов Ту-22М3 574-го полка с аэродрома Лахта перегнаны на хранение на аэродром Оленья. 924-й МРАП стал отдельным полком двухэскадрильного состава, без изменения места дислокации. Оставшаяся техника отряда управления дивизии была передана в 403-й ОСАП ВВС СФ.
10 сентября 2008 года два стратегических бомбардировщика Ту-160 совершили перелёт с места базирования в Энгельсе на аэродром Либертадор в Венесуэле, используя в качестве промежуточного аэродрома для дозаправки топливом аэродром Оленья.
В 2009 году 924-й ОМРАП, согласно новой военной доктрины, планировался к передаче в Дальнюю авиацию. Однако из-за низкой исправности самолётного парка передача полка выполнена не была. 18 марта 2010 года полк был расформирован и включён в качестве подразделения в 7051-ю АвБ СФ (7051-я гвардейская ордена Ленина Краснознамённая авиационная база, на аэродромах Оленья и Кипелово, с дислокацией управления АвБ на аэр. Оленья).
25 июня 2011 года ракетоносная эскадрилья 7051-й АвБ на аэродроме Оленья передана в состав Дальней авиации, а через два месяца ликвидировано и управление авиабазы.
10 декабря 2018 года 2 стратегических бомбардировщика Ту-160 (22-й гвардейской тяжёлой бомбардировочной авиационной Донбасской Краснознамённой дивизии, аэродром постоянного базирования г. Энгельс в Саратовской области), тяжёлый военно-транспортный самолёт Ан-124 (в качестве самолёта технической поддержки) и дальнемагистральный самолёт Ил-62М (с официальной делегацией, специалистами и техниками) ВКС РФ совершили перелёт с авиабазы «Энгельс» в международный аэропорт «Майкетия» (г. Каракас в Венесуэле). В качестве аэродрома «подскока» (где бомбардировщики были дозаправлены для перелёта через Атлантику) использовался аэродром «Оленья» (г. Оленегорск в Мурманской области). Перелёт от места промежуточной посадки до Венесуэлы занял 13 часов. После проведения запланированных мероприятий 15 декабря стратегические ракетоносцы Ту-160 вернулись на аэродром базирования в России. Самолёты преодолели более 12 тысяч километров, выполнив дозаправку топливом в воздухе.
В настоящее время аэродром Оленья и авиагруппа на нём являются структурным подразделением 6950-й АвБ (г. Энгельс).
В мае 2023 года на авиабазе Оленья было развернуто два Ту-160 и 14 Ту-95. Бомбардировщики, размещенные на базе, использовались для нанесения ударов по Украине в рамках вторжения РФ в Украину.
ГУР Украины заявили, что в ночь на 27 июля 2024 года аэродром был атакован FPV-дронами, в результате чего один Ту-22М3 получил серьёзные повреждения.
1 июня 2025 года после появления в СМИ информации о массовом перебазировании на базу Оленья самолётов стратегической авиации, на авиабазу было совершено нападение с помощью FPV дронов. Как минимум несколько стратегических бомбардировщиков были уничтожены.

## Именные самолёты полка
- Иван Скляров (№ 05)
- Василий Капитонов (№ 07)
- Василий Ефремов (№ 15)
- Пётр Бочин (№ 20)

## Лётные происшествия
- 15 июля 1968 года. Катастрофа самолёта Ту-16СПС, 924-й гв. МРАП, КК — зам. командира АЭ по ПЧ, военный лётчик 1-го класса гв. майор Акимов В. Н. День, СМУ. После выполнения маршрутного полёта, при выполнении захода на посадку экипаж допустил боковое уклонение от линии заданного пути в 20 км, и в облаках врезался в сопку Юкспор высотой 957 метров, горный массив Хибинские Тундры, на удалении 43 км от базового аэродрома. Самолёт разрушился и сгорел, весь экипаж семь человек — погиб. Поиски места катастрофы заняли двое суток. Причина проишествия — грубое нарушение требований руководящих документов группой руководства полётами[11].
- 15 февраля 1980 года. Катастрофа самолёта Ту-16, 924-й гв. МРАП, КК гв. к-н Морозов А. В. Ночь, ПМУ, маршрутный полёт с бомбометанием. Вылет с АС Оленья, запасной — Североморск-3. После бомбометания Оленья закрывается по метеоусловиям (туман), группа из шести самолётов перенаправляется на запасной аэродром. Выполняя посадку третьим, экипаж в развороте на посадочный курс не контролировал высоту, снизился ниже установленной высоты и столкнулся с сопкой, имеющей превышение относительно аэродрома 150 метров. Самолёт разбит, 4 человека из состава экипажа погибли[11].
- 22 января 2019 года, день, СМУ. Катастрофа Ту-22М3 бортовой № 35 «красный», зав.№ 1683134. Экипаж из состава 40-го смешанного авиационного полка ДА ВКС России (в/ч 36097). Плановый тренировочный полёт согласно упражнению № 213 КБП ДА, с практической ракетой Х-22Н (без заправки КРТ) под левой плоскостью. В 13:40 МСК, при заходе на посадку с курсом 185°, в условиях плохой видимости командир корабля допустил приземление с повышенной вертикальной перегрузкой в районе торца ВПП. Далее самолёт повторно отделился от ВПП, фюзеляж переломился на две части между 2-м и 3-м топливным баком. Самолёт упал в 500 метрах от торца ВПП и сгорел. Передняя часть фюзеляжа пролетела дальше, перевернулась и остановилась на сопряжении 2-й РД и ВПП. Из состава экипажа погибло 3 человека: КК — командир авиационного отряда АЭ, лётчик 2-го класса майор Алексей Германович Гурьев (умер в ГОБУЗ «Оленегорская ЦГБ»); ПКК — майор Константин Юрьевич Мазунин, лётчик 2-го класса (погиб на месте катастрофы); ШО — штурман 3-го класса капитан Виктор Владимирович Грейф (умер в санчасти в/ч 36097). Штурман корабля-инструктор — старший штурман полка подполковник Максим Анатольевич Рыльков, штурман 1-го класса, доставлен в реанимацию с травмами, позже отправлен самолётом на лечение в Москву в госпиталь им. Бурденко.